# 尼斯明德
尼斯明德（德語：Neißemünde，發音：[naɪsəˈmʏndə]，意为“尼斯河口”）是德国勃兰登堡州奥得-施普雷县的市镇，面积42.28平方千米，2023年12月31日人口为1,580人。